# Площа Слави (Москва)
У Вікіпедії є статті про інші площі з назвою Площа Слави

Площа Слави (рос. Площадь Сла́вы) — площа, що розташована в Південно-Східному адміністративному окрузі міста Москви на території району Кузьминки.

## Історія
Площа одержала свою назву в 2005 році (затверджено 2 серпня) на згадку про ювілей (60 років) перемоги уНімецько-радянській війні.
Спочатку площі планувалося дати ім'я 60-річчя Перемоги. Однак міська комісія по найменуванню територіальних одиниць, вулиць і станцій метрополітену вирішила, що запропонована назва занадто прозаїчна, громіздка і незручна у вимові.

## Розташування
Площа розташована між Жигулівською і Зеленодольською вулицями, з півдня примикає до дублеру Волгоградського проспекту. На північ від площі знаходиться Московський обласний Будинок мистецтв. Вулиця знаходиться в 130—140 м від станції метро «Кузьминки». Форма площі — прямокутна.

## Пам'ятки
7 травня 2005 року на площі відкрито світломузичний фонтанний комплекс «Музика Слави».
Проект розроблений авторським колективом союзу московських архітекторів «Архітектурний фонд» під керівництвом академіка архітектури Ю. П. Платонова. Основними компонентами монументально-декоративної композиції «Музика Слави» є «Піраміда пам'яті» і «Фанфари Перемоги». Висота піраміди — 9 метрів, висота фанфар — 21 метр.